# Sporting Club de Bruxelles
Sporting Club de Bruxelles was een kortdurende Belgische voetbalclub uit Brussel. De club was aangesloten bij de Belgische Voetbalbond en had blauw en zwart als kleuren. Sporting CB speelde in de beginjaren van de officiële Belgische competitie.
De club was opgericht in 1894 als Ixelles Sporting Club, maar veranderde zijn naam alvorens deel te nemen aan het eerste Belgische kampioenschap in 1895/96. De ploeg eindigde daarin derde, na FC Liégeois en Antwerp FC. Het tweede seizoen verloor men alle wedstrijden en eindigde men allerlaatste. Op 10 januari 1897 verloor de ploeg, die met negen man aantrad, van stadsgenoot Racing Club Brussel met 18-0, de grootste overwinning en nederlaag tot nu toe in de hoogste afdeling. Het seizoen erop trok de club zich echter terug uit het voetbal.
Het team in blauw-zwart speelde eerst in Brussel in het Jubelpark (Parc du Cinquantenaire), in 1896 in het Leopoldpark (Parc Léopold), in 1897 op de Nationale Schietbaan (Tir National) en aan de Daillylaan (Avenue Dailly) in Schaarbeek.

## Resultaten
| Seizoen | Klasse | Klasse | Klasse | Reeks        | Punten | Opmerkingen |
|         | I      | I      | II     |              |        |             |
| ------- | ------ | ------ | ------ | ------------ | ------ | ----------- |
| 1895/96 | 3      | 3      |        | Ere Afdeling | 13     |             |
| 1896/97 | 6      | 6      |        | Ere Afdeling | 0      |             |